# Bucsánszki Csaba

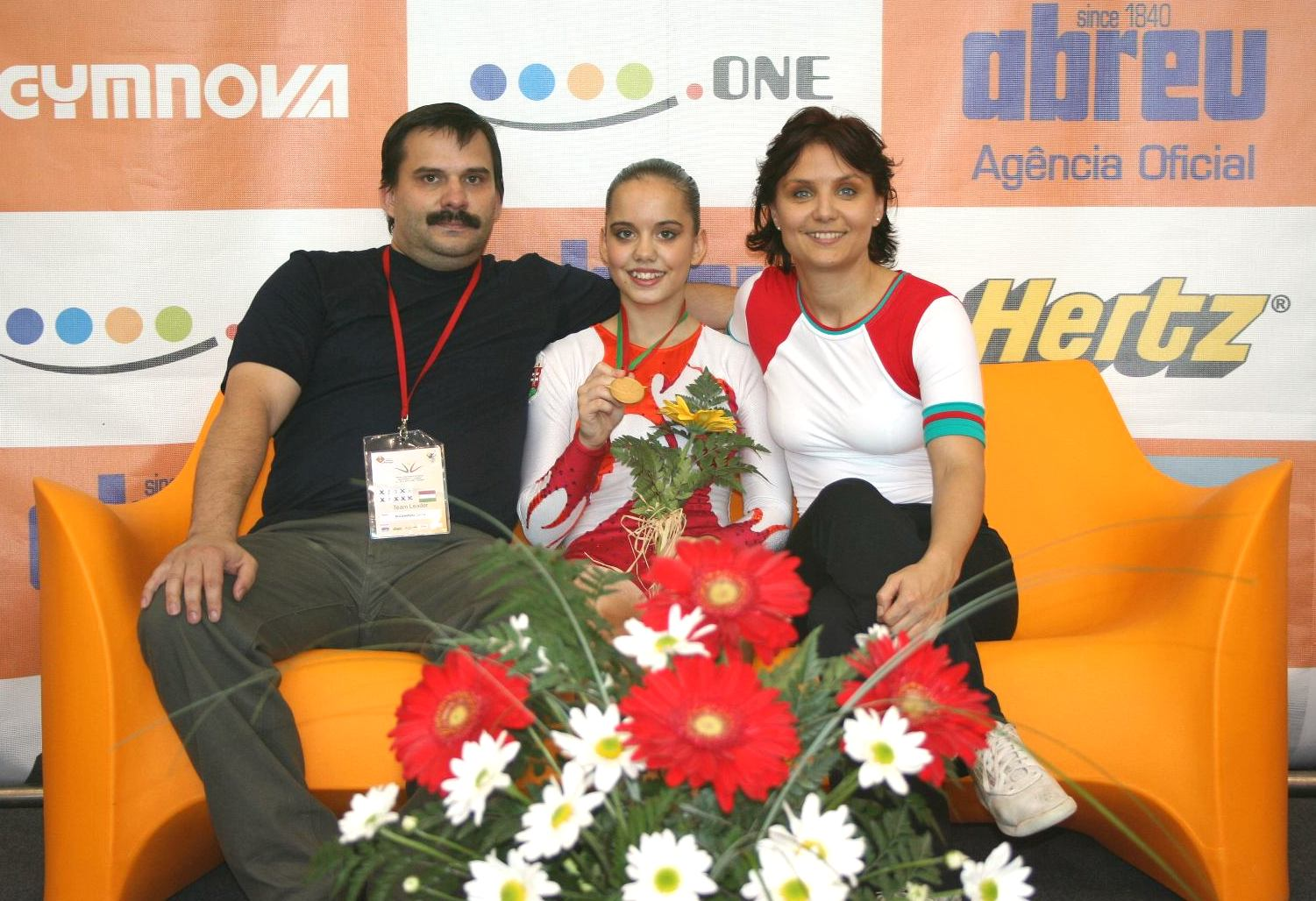
Aranyérmes az edzőkkel. Bucsánszki Csaba, Bucsánszki Linda, Szloboda Éva

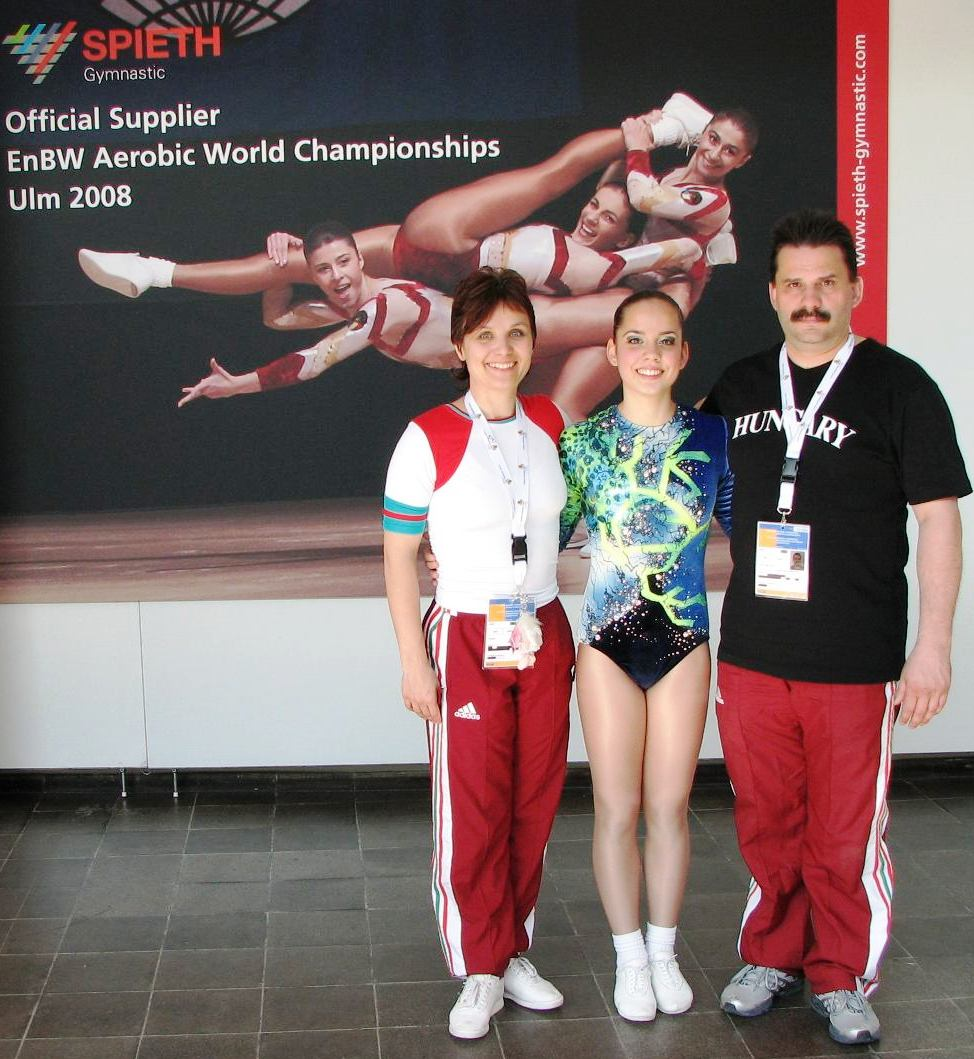
Ulm, 2008. Szloboda Éva, Bucsánszki Linda, Bucsánszki Csaba

Bucsánszki Csaba (Budapest, 1964. április 16. –) magyar villamosmérnök, a Kandó Kálmán Műszaki Főiskola óraadó tanára, ifjúsági, majd felnőtt válogatott szertornász, a Magyar Torna Szövetség Elnökségének, és a Fegyelmi Bizottságának tagja, sportaerobik-edző, kisebbségi önkormányzati képviselő, feltaláló. A Pest Megyei Szlovák Kisebbségi Önkormányzat és a Kulturális Bizottság tagja.

## Iskolái
A Csata utcai sporttagozatos általános iskola után a Berzsenyi Dániel Gimnázium matematika tagozatos osztályába járt. Villamosmérnöki diplomát szerzett a Kandó Kálmán Műszaki Főiskolán. Évfolyamelsőként végez.

## A kutató - tanító
Már a főiskolás évei alatt dolgozik. A Budapesti Honvéd Sportegyesület speciális tudományos csoportjában, ahol azon munkálkodnak, hogy az élsportolók minél eredményesebben tudjanak szerepelni.
Azonkívül, hogy általános fejlesztő mérnöke volt a tizenöt fős csapatnak, rá várt annak a megvalósítása szoftverben, mérőberendezésben, amit az orvosok, edzők elméletben kitaláltak. Gyakorlatilag Magyarországot olyan szinten képviselte ez a kutatócsoport, hogy a Testnevelési Egyetem őket kérte fel két laboratóriumának vezetésére. Laboratóriumvezető. Ennek a labornak volt a feladata az is, hogy a sérülésükkel küszködő sportolók rehabilitációjában segítsen.
Bucsánszki Csaba közben tanít ott, ahol őt is tanították, a Kandó Kálmán Műszaki Főiskolán.

## A tévé vezető
Lehetőség adódott rá, hogy szerepet vállaljon Piliscsaba Önkormányzata által működtetett helyi tévécsatornánál. 1996-tól a PTV vezetője, de a hivatal rendszergazda feladatát is ő látja el. Mivel a médiatörvény kimondta, hogy önkormányzat tulajdonában nem lehet média, akkor a tévé üzemeltetése átkerült a településfenntartást és közmunkákat ellátó Közcél Kht.-ba. Jó pozícióban volt a Közcél Kht., az önkormányzattól kapott pénz mellett a Pázmány Péter Katolikus Egyetem kommunikáció szakán a televíziózás tanításából származó bevételből meg tudták finanszírozni a műsorgyártást. Fesztiváldíjas filmeket készítettek. Az egyetem vezetőségének és oktatási rendszerének megváltozásával, a mindkét fél részére gyümölcsöző kapcsolat hat év után véget ért. A kereskedelmi televíziónál dolgozók között azonban ma is nagy számban vannak olyanok, akik tudásuk alapját itt szerezték. 2001 végén az önkormányzat megszüntette a Közcél Kht.-t.
Fontos eseményeket dokumentál, mint például legutóbb a piliscsabai Nagytemplomban tartott nunciusi szlovák nagymisét. Kucsera Gyulával ketten szervezték ezt a jelentős eseményt, aminek sikeréhez jelentősen hozzájárult a szlovák kisebbségi önkormányzat is. Több mint négyszáz vendég volt jelen, egyházi és világi meghívottak, a környék szlováklakta területeiről is érkeztek sokan a meghívott vendégeken kívül is. A Nagy Lapási fúvószenekar szabadtéri zenével fogadta a bevonuló nunciust és az eseményre érkezőket. A kisebbségi léttudatra ható felemelő élmény volt. Sajnos a szlovák nagykövet betegsége miatt nem tudott jelen lenni, de üzenetében kiemelten hangsúlyozta, hogy Piliscsaba az egyetlen magyarországi település, ahol az 1870-es évektől folyamatosan tartanak szlovák nyelvű szentmisét.

## A sportember
- Már a gimnáziumban kiteljesedik sportpályafutása, válogatott szertornászként több világversenyen képviseli Magyarországot, bajnoki helyezések, érmek jelzik sportpályafutása állomásait.
- A Magyar Torna Szövetség Elnökségének tagja